# Lara (stato)
Lo Stato di Lara è uno degli Stati del Venezuela. È situato nella parte occidentale del paese e confina a nord con lo Stato di Falcón, a sud con gli Stati di Trujillo e Portuguesa, a ovest con lo Stato di Zulia e a est con Yaracuy e Portuguesa.
Il nome deriva dall'eroe dell'indipendenza venezuelana generale Jacinto Lara, nativo della città di El Tocuyo.

## Comuni e capoluoghi
Lo Stato del Lara è formato da 9 comuni e 58 "parrocchie" (parroquias).
| Comune             | Capoluogo    |
| ------------------ | ------------ |
| Andrés Eloy Blanco | Sanare       |
| Crespo             | Duaca        |
| Iribarren          | Barquisimeto |
| Jiménez            | Quíbor       |
| Morán              | El Tocuyo    |
| Palavecino         | Cabudare     |
| Simón Planas       | Sarare       |
| Torres             | Carora       |
| Urdaneta           | Siquisique   |